# المتحف الوطني (حضرموت)
المتحف الوطني في حضرموت هو عبارة عن قصر سابق لأحد سلاطين السلطنة القعيطية ومقره في مدينة المكلا.يتكون من ثلاثة أدوار يحيط به سور بمساحة كبيرة وبناؤه متأثر بطابع العمارة الهندية الذي كان شائعا في ذلك الوقت ، وحاليا تم استغلال القصر كمتحف يضم قطعاً أثرية إضافة إلى مخلفات سلاطين الدولة القعيطية.

## مكونات المتحف
- قسم الآثار القديمة:

ويضم كثيراً من القطع الأثرية والنقوش والعملات القديمة التي يعود تأريخها إلى عصور ما قبل الإسلام، وهي التي عثر عليها من مواقع مختلفة من محافظة حضرموت، ومنها قطع أثرية عثر عليها أثناء حفريات البعثة الأثرية اليمنية الفرنسية في مدينة شبوة القديمة، وقطع أثرية عُثر عليها وجلبت من حفريات البعثة الأثرية اليمنية السوفيتية أثناء مسوحاتها الأثرية في مستوطنات وادي حضرموت القديمة والمهرةويوجد حجر منقوش عليه كتابة غير معروفة المرجح أنها مكتوبة بلغة عربية قديمةأخذت من قرية الواسطة الواقعة في الضاحية الشرقية لمدينة لديس الشرقية بحضرموت الديس الشرقية السلطان :
يحتوي هذا القسم على جناح السلطان القعيطي الذي يستقبل فيه الوفود، ويعقد فيه الاجتماعات الخاصة بمجلس إدارة الدولة، وقاعة العرش، وهي تحتوي على نماذج من التحف النادرة وأدوات كانت متعلقة بشخصية السلطان 